# Hororová komedie

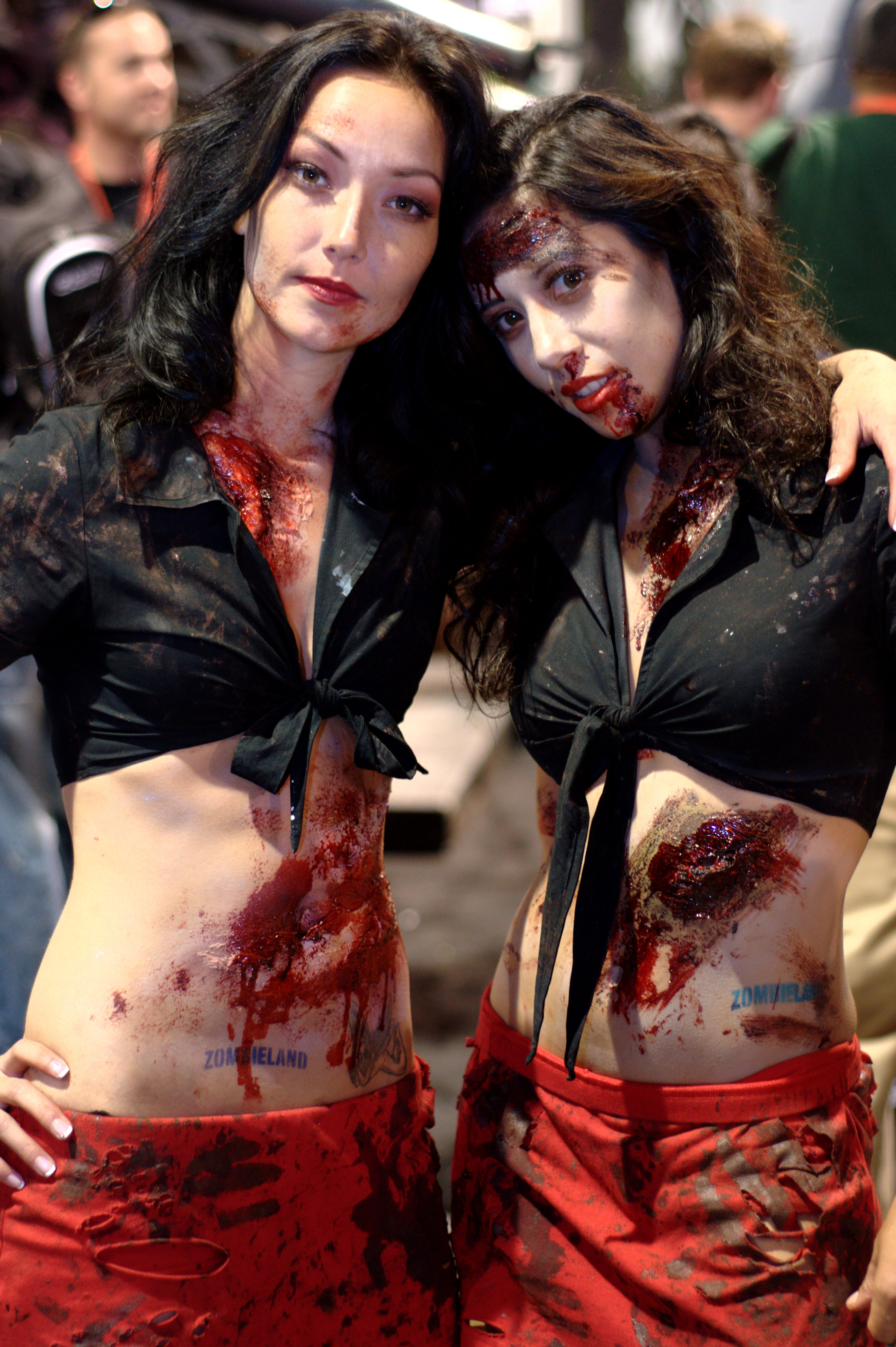
Příklad hororové komedie.

Hororová komedie je jeden z filmových žánrů. Obsah hororové komedie kombinuje žánry hororu a komedie, přičemž vzniká témá s hororovými prvky, které diváka místo vyděšení rozesměje. Žánr má dosti blízko dalšímu hororovému podžánru, kterým je splatter. Příkladem hororové komedie může být film Návrat oživlých mrtvol (1985) nebo Masakr v Texasu (1994).
Jedna z nejznamnějších hororových komedií je Scary Movie